# カールトン鍛造所
カールトン鍛造所Carlton Forge Worksは航空宇宙用の継ぎ目のない圧延円環を生産する製造会社である。カールトンは1929年に設立された株式非公開経営の会社である。 Manta and Business Weekによると同社はおよそ250人～300人を雇用する。以前はAllan Carltonが所有した。
カールトン鍛造所は開放金型による鍛造で生産される圧延円環と複数の閉鎖金型による鍛造で生産される鍛造部品が大半である。鍛造円環または鍛造部品は鍛造業界や航空宇宙産業で“鍛造品”として認識される。鍛造品は鉄合金や非鉄金属のいずれかがを使用して製造される。しかしながらカールトンは主に非鉄金属を使用する。非鉄金属は耐食性に優れ、電気伝導性、容易に加工できる特性を有する。これらの素材の製造は例としてチタン、アルミニウム、鉄、ニッケル、コバルトを基にした合金でステンレス鋼、炭素鋼、銅、鉛等がある。
カールトン鍛造所の主要な製品は回転部品や構造体構成要素、地上設置型タービンエンジンと民間機と軍用機用の航空機部品;航空宇宙、ガスタービン、商業と原子力産業が事業領域である。他の鍛造所とは異なり、カールトンは高品質の鍛造品をゼネラル・エレクトリック、ユナイテッド・テクノロジーズ(プラット&ホイットニー)、ハネウェル・インターナショナル、ロールス・ロイス、ボルボ・エアロ、MTU、三菱重工、サムスンのような主要企業や他の中小企業のために製造する。大企業ではないものの、事業領域においては主要な位置を占める。

## 歴史
1929年の設立以来、カールトン鍛造所の事業は発展と衰退を経験した。航空宇宙産業の業績の周期に翻弄されてきた。かつては一時帰休もあった。カールトンはカリフォルニア州パラマウントを拠点とするがウェブサイトは無い。
2009年、Precision Castparts Corporation (PCC)はカールトン鍛造所を$850百万ドルで買収した。経営の移転には同様にアークトゥルス製造株式会社と呼ばれるカリフォルニア州のオックスナードのの別のハンマー鍛造所も含まれる。 PCCの最高経営責任者（CEO）のMark Doneganは、同社がボーイング787やエアバス航空機を含む、いくつかの大きな航空宇宙事業を行ってきたので、カールトンを取得するために長期間かかったと述べた。 また、買収で現在のPCCの顧客に製品の全ての品ぞろえを提供するために、鍛造能力を向上させる。 